# Čehi 2
Čehi 2 na Rombonskih podih je najgloblje brezno v Sloveniji in 13. najgloblja jama na svetu. Globoko je 1505 m, dolžina rovov znaša 5536 m, vhod je na nadmorski višini 2034 m, odkrito pa je bilo leta 1991. Jama je bila zaradi izjemne tehnične zahtevnosti cilj mnogih domačih in tujih jamarskih  ekspedicij, konča se s sifonom. 